# Živa

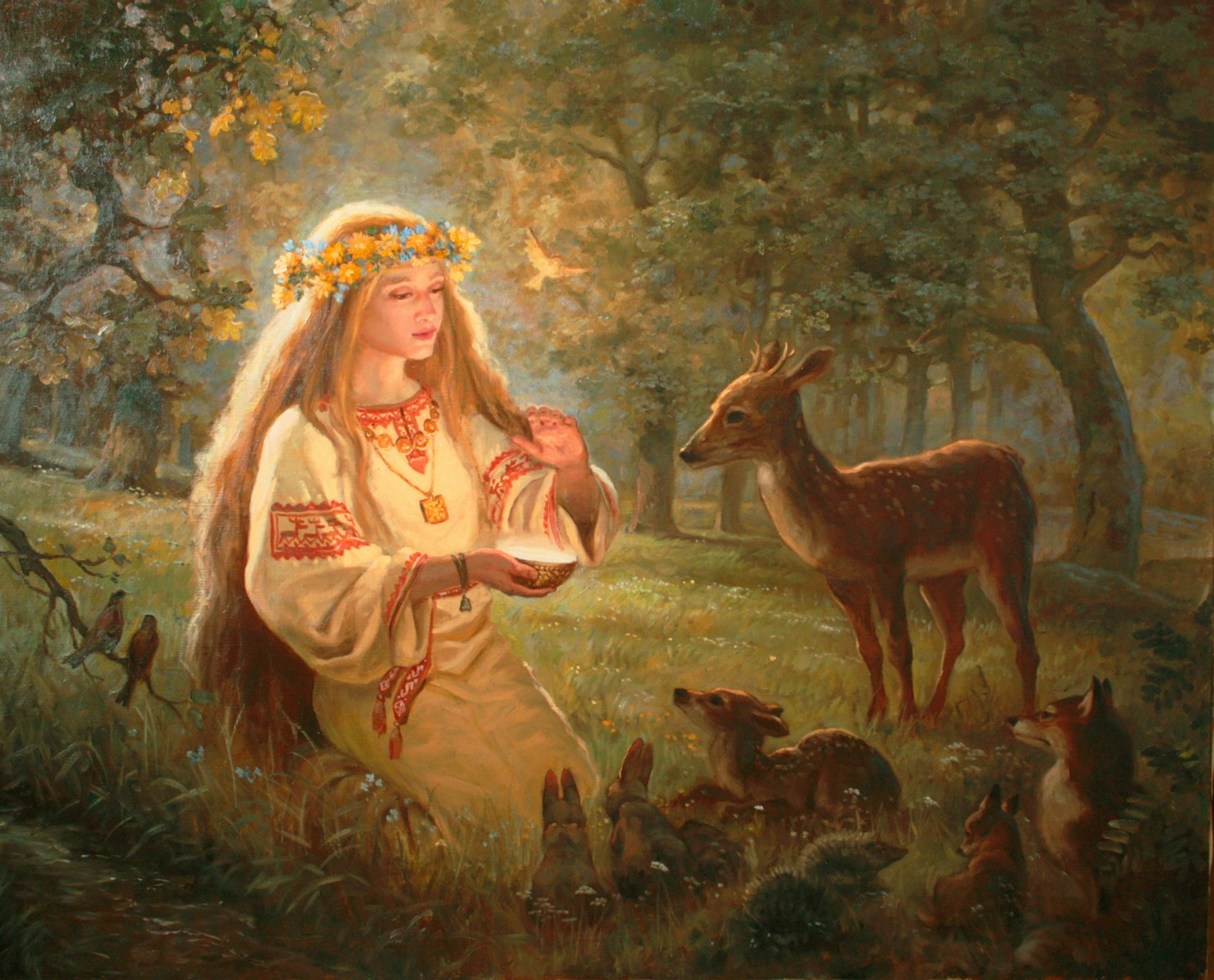
Zhiva av Andrey Shishkin

Živa var en modergudinna inom slavisk mytologi.
Hon nämns som en av de Obotritiska polabiska slavernas tre huvudsakliga gudar jämsides med Prone och Radegast. 
Ziva är också ett kvinnonamn i slaviska länder som Slovenien och Kroatien och på hebreiska, med en annan betydelse.